# Spoorlijn Rødekro - Bredebro
De spoorlijn Rødekro - Bredebro was een spoorlijn tussen Rødekro en Bredebro van het schiereiland Jutland in Denemarken.

## Geschiedenis
Nadat het noordelijke deel van de voormalige provincie Sleeswijk in 1920 Deens gebied werd nam de DSB in 1926 de bedrijfsvoering van de Apenrader Kreisbahn over. Besloten werd het westelijke stuk tussen Løgumkloster en Hellevad van deze spoorlijn gedeeltelijk om te sporen naar normaalspoor en een verbinding te maken met Rødekro zodat treinen rechtstreeks naar Åbenrå konden rijden. In Løgumkloster was er reeds een normaalsporige verbinding met Bredebro. Veel succes heeft de spoorlijn niet gehad. Na de opening in 1927 is de lijn negen jaar in dienst geweest en in 1936 gesloten. Thans is de volledige lijn opgebroken.